# Gandhi (filme)
Gandhi (bra/prt: Gandhi) é um filme indo-britânico-estadunidense de 1982 do gênero drama ficção histórica-biográfico, dirigido por Richard Attenborough, com roteiro de John Briley baseado na vida de Mohandas Karamchand Gandhi, o líder do movimento de independência da Índia. 
A cena do funeral envolveu cerca de 300 mil figurantes, o maior já registado até então, segundo o Guiness World Records. Embora praticante Hindu, Gandhi abraçou outras religiões, particularmente o cristianismo e o islamismo, também retratadas.

## Sinopse
O enredo aborda a vida de Gandhi a partir de 1893, quando ele é jogado de um trem na África do Sul por estar num compartimento só para brancos, e termina com seu assassinato, em 1948.

## Elenco
- Ben Kingsley .... Mohandas K. Gandhi
- Candice Bergen .... Margaret Bourke-White
- Edward Fox .... General Dyer
- John Gielgud .... Lord Irwin, Viceroy (Edward F.L. Wood)
- Trevor Howard .... juiz Broomfield
- John Mills .... Lord Chelmsford, Viceroy (F.J.N. Thesiger)
- Martin Sheen .... Vince Walker
- Ian Charleson .... reverendo Charlie Andrews
- Daniel Day-Lewis (criança).... Colin, o garoto de rua
- Athol Fugard .... General Jan Christiaan Smuts
- Günther Maria Halmer .... Dr. Herman Kallenbach
- Saeed Jaffrey .... Sardar Patel
- Geraldine James .... Mirabehn
- Alyque Padamsee .... Mohammed ali Jinnah
- Amrish Puri .... Kahn
- Roshan Seth .... Pandit Jawaharlal Nehru

## Principais prêmios e indicações
Oscar 1983
- Venceu
  - Melhor filme[7]
  - Melhor diretor[7]
  - Melhor ator (Ben Kingsley)[7]
  - Melhor roteiro original[7]
  - Melhor direção de arte[7]
  - Melhor fotografia[7]
  - Melhor figurino[7]
  - Melhor montagem/edição[7]

- Indicado
  - Melhor maquiagem[7]
  - Melhor trilha sonora[7]
  - Melhor som[7]

Prêmios Globo de Ouro 1983 
- Venceu
  - Melhor ator - drama (Ben Kingsley)[8]
  - Melhor diretor[8]
  - Melhor filme estrangeiro[8]
  - Melhor roteiro[8]
  - Estrela masculina - revelação do ano (Ben Kingsley)[8]

BAFTA 1983
- Venceu nas categorias de melhor filme[carece de fontes?], melhor diretor[carece de fontes?], melhor ator (Ben Kingsley)[carece de fontes?], melhor ator estreante (Ben Kingsley)[carece de fontes?] e melhor atriz coadjuvante (Rohini Hattangadi)[carece de fontes?]

Prêmio David di Donatello 1983 (Itália)
- Venceu nas categorias de melhor filme estrangeiro[carece de fontes?] e melhor produtor estrangeiro[carece de fontes?]

- Recebeu também o Prêmio David Europeu[carece de fontes?]